# De Ferrari (organari)

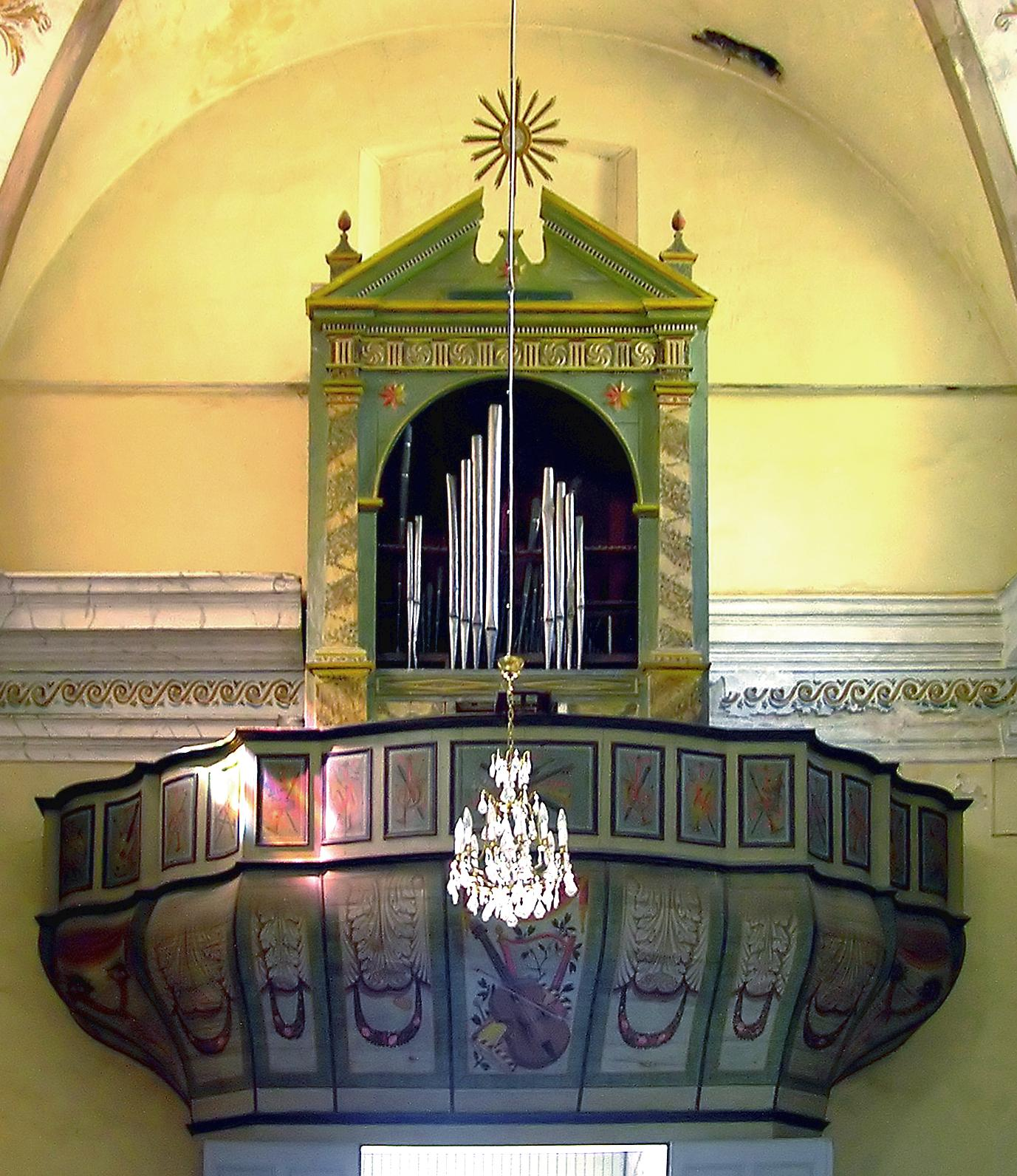
L'organo, oggi in cattive condizioni, realizzato da Luigi De Ferrari a Lumio nel 1831.

I De Ferrari sono stati una famiglia originaria di Santa Margherita Ligure, attivi come organari in Corsica dalla prima metà del XIX secolo fino alla prima metà del XX.

## Storia
L'attività della famiglia De Ferrari si svolse solo all'interno della bottega dello zio Marcello Ciurlo e poi solo in Corsica. In Liguria non è stato trovato alcun loro lavoro. La loro regolare registrazione nei censimenti parrocchiali fino al 1837 attesta che, almeno fino a quell'anno, Luigi e Giuseppe Giovanni De Ferrari erano ufficialmente residenti a Santa Margherita Ligure, anche se si assentavano per periodi più o meno lunghi.
Probabilmente i due fratelli cercavano di avviare una propria attività altrove, sia per motivi economici che per un desiderio di affermazione e di indipendenza dalla bottega dello zio Marcello. Gli strumenti realizzati fra il 1848 e il 1853 sono firmati «Fratelli De Ferrari».

## Biografie
Domitilla Ciurlo, figlia dell'organaro Angelo Luigi Ciurlo, sposò nel 1803 Giovanni Antonio De Ferrari. Due dei loro dieci figli, Luigi e Giuseppe Giovanni, furono avviati all'arte organaria presso la bottega del nonno Angelo Luigi e dello zio Marcello Ciurlo, fratello di Domitilla. Verso il 1835 i due fratelli si stabilirono in Corsica, dove continuarono l'attività di organari.

### Luigi De Ferrari
Luigi De Ferrari (Santa Margherita Ligure, 16 novembre 1807 - ?, 1853 ?) è censito nella parrocchia di Santa Margherita Ligure nel 1828 come «organaro». Nulla si sa della sua vita e solo dagli organi da lui firmati si può ricavare qualche informazione circa la sua attività. Nel 1835 risultava residente a Rogliano, in Corsica. Fra il 1830 e il 1845 costruì tredici organi. Dal 1848 al 1853 lavorò assieme al fratello Giovanni, dopodiché non si hanno più sue notizie.

### Giuseppe Giovanni De Ferrari
Giuseppe Giovanni De Ferrari (Santa Margherita Ligure, 2 dicembre 1815 – Bastia, 16 settembre 1877) è censito nella parrocchia di Santa Margherita Ligure nel 1836 dapprima come «organista», e poi, nel 1837, come «organaro». Nel 1836 risultava residente a Pino, in Corsica. Nel 1854 sposò Marie-Annonciade-Emirène Franceschini, e, dal loro matrimonio, nacque nel 1858 Antonio Luigi/Antoine Louis. Fra il 1848 e il 1853 lavorò insieme a suo fratello Luigi. Il suo primo organo firmato è quello di Novella, risalente al 1855.

### Antonio Luigi (Antoine Louis) De Ferrari
Antonio Luigi (Antoine Louis) De Ferrari (Isola Rossa, 24 settembre 1858 – Bastia, 11 aprile 1933) proseguì l'attività paterna fino al primo quarto del XX secolo. Nel 1881 sposò Marie-Catherine Giacometti ed ebbe sette figli, ma nessuno di essi ne proseguì l'attività.

## Cronologia genealogica organara

### Famiglia De Ferrari
|                     |                        |                               |                               |
|                     | Giovanni Antonio *? †? |                               |                               |
|                     |                        |                               |                               |
|                     |                        |                               |                               |
| Luigi *1807? †1853? | Luigi *1807? †1853?    | Giuseppe Giovanni *1815 †1877 | Giuseppe Giovanni *1815 †1877 |
|                     |                        |                               |                               |
|                     |                        |                               |                               |
|                     |                        | Antonio Luigi *1858 †1933     |                               |

### Relazioni genealogiche Roccatagliata-Ciurlo-De Ferrari
R Roccatagliata
C Ciurlo
D De Ferrari
|                             |                                                              |                                       |                                                            |                                                            |                                 |
|                             |                                                              | R Tommaso I Roccatagliata *1647 †1725 |                                                            |                                                            |                                 |
|                             |                                                              |                                       |                                                            |                                                            |                                 |
|                             |                                                              |                                       |                                                            |                                                            |                                 |
| R Lorenzo *1686 †1748       | R Lorenzo *1686 †1748                                        | R Giacomo Maria *1700 †1780           | R Giacomo Maria *1700 †1780                                | R Nicolò *1703 †?                                          | R Nicolò *1703 †?               |
|                             |                                                              |                                       |                                                            |                                                            |                                 |
|                             |                                                              |                                       |                                                            |                                                            |                                 |
|                             | R Tommaso II 1725 †1798                                      | R Tommaso II 1725 †1798               | R Giovanni Domenico *1730 †?                               | R Giovanni Domenico *1730 †?                               |                                 |
|                             |                                                              |                                       |                                                            |                                                            |                                 |
|                             |                                                              |                                       |                                                            |                                                            |                                 |
|                             | R Maria Camilla fl. 1780 ∞ C Angelo Luigi Ciurlo *1751 †1816 |                                       |                                                            |                                                            |                                 |
|                             |                                                              |                                       |                                                            |                                                            |                                 |
|                             |                                                              |                                       |                                                            |                                                            |                                 |
| C Marcello *1787 †1855      | C Marcello *1787 †1855                                       |                                       | C Domitilla fl. 1803 ∞ D Giovanni Ant. De Ferrari fl. 1803 | C Domitilla fl. 1803 ∞ D Giovanni Ant. De Ferrari fl. 1803 |                                 |
|                             |                                                              |                                       |                                                            |                                                            |                                 |
|                             |                                                              |                                       |                                                            |                                                            |                                 |
| C Luigi Narciso *1823 †1881 | C Luigi Narciso *1823 †1881                                  | D Luigi *1807? †1853?                 | D Luigi *1807? †1853?                                      | D Giuseppe Giovanni *1815 †1877                            | D Giuseppe Giovanni *1815 †1877 |
|                             |                                                              |                                       |                                                            |                                                            |                                 |
|                             |                                                              |                                       |                                                            |                                                            |                                 |
|                             |                                                              |                                       |                                                            | D Antonio Luigi *1858 †1933                                |                                 |

## Opere

### Lavori di Luigi De Ferrari
- 1830: Calvi, parrocchia di Santa Maria Maggiore.
- 1831: Lumio, chiesa dell'Assunta.
- 1831: Montegrosso, chiesa di Sant'Agostino.
- 1832: Ajaccio, chiesa di Sant'Erasmo.
- 1833: Ajaccio, chiesa di San Giovanni Battista.
- 1835: Centuri, chiesa di San Silvestro.
- 1836: Pino, chiesa dell'Assunta.
- 1837: Ville di Pietrabugno, chiesa di Santa Lucia.
- 1839: San Damiano, chiesa dei Santi Cosma e Damiano.
- 1839: Occhiatana, chiesa di San Bartolomeo.
- 1840: Mausoleo, chiesa di Santa Maria.
- 1842: Bonifacio, chiesa di Santa Maria (non più esistente).
- 1843: Bonifacio, chiesa di San Domenico.
- 1844: Pietracorbara, chiesa di San Clemente.
- 1845: San Martino di Lota, chiesa di San Martino.

### Lavori dei «Fratelli De Ferrari»
- 1848: Bastia, chiesa dell'Immacolata Concezione.
- 1849: Bastia, chiesa del Santo Nome di Maria.
- 1850: Ersa, chiesa di Santa Maria.
- 1850: Lumio, chiesa dell'Assunta (lavori di riparazione).
- 1850: Granaggiolo, chiesa di Sant'Andrea.
- 1851: Bonifacio, chiesa di San Francesco.
- 1853: San Fiorenzo, chiese di San Fiorenzo e dell'Assunta.

### Lavori di Giuseppe Giovanni De Ferrari
- 1855: Novella, chiesa della Santa Croce.
- 1859: Santa Reparata di Balagna, chiesa di Santa Reparata.
- 1860: Lavatoggio, chiesa di Nostra Signora della Consolazione.
- 1861: Bastia, chiesa di San Giuseppe.
- 1862: Pozzo Brando, monastero di Sant'Antonio.
- 1869: Bastia, Montserrato Scala Santa (non più esistente).
- 1870: Patrimonio, chiesa di San Martino.

### Lavori di Luigi (Antoine Louis) De Ferrari
- 1880 circa: Bonifacio, chiesa di Sant'Erasmo (non più esistente).
- 1881: Pigna, chiesa dell'Immacolata Concezione.
- 1885: Vallica, chiesa dell'Assunta.